# Câu lạc bộ bóng chuyền Vĩnh Phúc
Câu lạc bộ bóng chuyền Vĩnh Phúc (gọi tắt Vĩnh Phúc) là một câu lạc bộ bóng chuyền Nữ chuyên nghiệp có trụ sở ở Vĩnh Phúc, Việt Nam. Đây là đội bóng giành quyền thi đấu tại Giải bóng chuyền vô địch quốc gia Việt Nam 2022 sau khi đoạt chức vô địch giải bóng chuyền hạng A năm 2021. Trước đó, Vĩnh Phúc từng tham gia Giải bóng chuyền vô địch quốc gia Việt Nam từ năm 2015 đến năm 2017 thì bị xuống hạng A. Ngay sau khi vô địch hạng A, Bamboo Airways Vĩnh Phúc đặt mục tiêu lọt top 3 Giải bóng chuyền vô địch quốc gia Việt Nam 2022. Tuy nhiên, đội Vĩnh Phúc đã kết thúc mùa giải với chuỗi 7 trận toàn thua và lập tức bị xuống hạng.

## Lịch sử hình thành
Tại Vĩnh Phúc, đội bóng chuyền nữ tỉnh Vĩnh Phúc được thành lập từ tháng 10 năm 2007. Sau gần 14 năm hoạt động, tới năm 2021 Ban huấn luyện đội bóng gồm có 04 HLV, 03 tuyến VĐV với 20 tuyển thủ.
Từ năm 2015 đội bóng chuyền nữ tỉnh Vĩnh Phúc đã được lên hạng tham gia Giải bóng chuyền vô địch quốc gia Việt Nam tuy nhiên đến năm 2017 lại bị xuống hạng A. Đội bóng phụ thuộc chính vào nguồn ngân sách nhà nước, dẫn đến nhiều hạn chế trong công tác đãi ngộ Ban huấn luyện và VĐV, đầu tư mở rộng trang thiết bị vật chất, tuyển dụng và chiêu mộ nguồn nhân lực chất lượng,…
Ngày 5/2/2021, tại Vĩnh Phúc, hãng hàng không Bamboo Airways đã phối hợp với Sở Văn hoá, Thể thao và Du lịch tỉnh tổ chức lễ ra mắt đội bóng chuyền nữ Bamboo Airways Vĩnh Phúc. Bamboo Airways sẽ đảm bảo nguồn kinh phí để xây dựng cơ sở vật chất, trang thiết bị dụng cụ tập luyện, thi đấu, sinh hoạt, chế độ đãi ngộ cho HLV, VĐV… phù hợp và vượt với so với mặt bằng chung của các đội tuyển Bóng chuyền nữ các địa phương, ngành khác cùng được xếp hạng đội mạnh quốc gia. Hãng sẽ bổ sung kinh phí phục vụ việc đi tập huấn, thi đấu cọ sát, thi đấu dã ngoại trong và ngoài nước, liên tục củng cố và nâng cao chất lượng chuyên môn của đội bóng.

## Danh sách

### Đội hình hiện tại
Cập nhật danh sách tháng 6 năm 2022.
- Huấn luyện viên:  Nguyễn Trung Dũng
- Trợ lý: Nguyễn Hồng Quyết

Các cầu thủ: Nguyễn Thị Kiều Oanh, Lại Thị Hoài, Nguyễn Thị Anh, Giang Thị Khánh Hòa, Đỗ Thị Hiền, Hà Thị Hoa (C), Nguyễn Thị Kiều, Nguyễn Thị Thúy, Đào Thị Hồng Hạnh, Triệu Thành Huyền, Nguyễn Lý Thụy Vi, Phạm Thị Lệ Thảo, Vàng Thị Tặng, Đặng Thị Chúc, Nguyễn Thị Hà, Nguyễn Thị Thơm, Đỗ Thị Lý, Phạm Thị Lựu, Alejandra Argtiello.

### Đội hình quá khứ
- Năm 2022:[6] Huấn luyện viên:  Nguyễn Trung Dũng, Trợ lý: Nguyễn Hồng Quyết, Các cầu thủ: Nguyễn Thị Kiều Oanh, Lại Thị Hoài, Nguyễn Thị Anh, Giang Thị Khánh Hòa, Đỗ Thị Hiền, Hà Thị Hoa (C), Nguyễn Thị Kiều, Nguyễn Thị Thúy, Đào Thị Hồng Hạnh, Triệu Thành Huyền, Nguyễn Lý Thụy Vi, Phạm Thị Lệ Thảo, Vàng Thị Tặng, Đặng Thị Chúc, Nguyễn Thị Hà, Nguyễn Thị Thơm, Đỗ Thị Lý, Phạm Thị Lựu, Alejandra Argtiello, Katerina Zhikova.
- Năm 2021:[7] Nguyễn Thị Kiều Oanh,  Phạm Thị Thúy (L), Lại Thị Hoài, Nguyễn Thị Anh, Giang Thị Khánh Hòa, Đỗ Thị Hiền, Trần Thị Ngọc Huyền, Hà Thị Hoa (C), Trần Thị Mỹ Hằng, Nguyễn Huỳnh Phương Thùy, Trần Thu Trang, Vũ Thị Hồng Hậu (L), Đặng Thị Chúc, Hà Lê Khanh, Đào Thị Huyền, Phạm Thị Lệ Thảo, Lâm Thị Xiếu Ken, Châu Hồng My.